# Plokworst
Plokworst is een veelal gerookte in de buitenlucht gedroogde worst van grof rundvlees zonder zeen, vet varkensvlees en spek. Net als salami wordt de worst gemaakt van grof gehakt vlees. In de levensmiddelenindustrie en in de gastronomie wordt plokworst vaak gebruikt als alternatief voor de duurdere salami, bijvoorbeeld op pizza's.

## Trivia
Als er een bekende Nederlander op bezoek is in de Coen en Sander show krijgt deze de 'vliegensvlugge vragen' voorgeschoteld. De laatste van deze reeks vragen is altijd: 'Hoe eet jij je plokworst?'